# Лишенкевич, Инна Анатольевна
Инка Ли (настоящее имя Инна Лишенкевич; 22 апреля 1968) — автор песен и музыки, музыкант (гитара), вокалистка проекта «ИЛ 9».
Ранее участвовала в проектах «Бабслэй» (фолк-рок, распалась летом 2002) и «Ива Нова» (этно-экстрим, world music, фолк-рок), где была соавтором, музыкантом и одной из вокалисток. В июне 2012 года Инна Лишенкевич ушла из группы «Ива Нова» из-за творческих разногласий.

## Дискография
- «Ива Нова» (2003, «Союз»)
- «Живая» (DVD, 2005, «Бомба-Питер»)
- «Чемодан» (макси-сингл, 2006)
- «…после зимы» (макси-сингл, 2007)
- «НеОбыкновенный концерт в ДОМе» (DVD, 2009, «Геометрия»)
- «К себе нежно» (2010, «Геометрия»)